# Pieter van Vollenhovenprijs

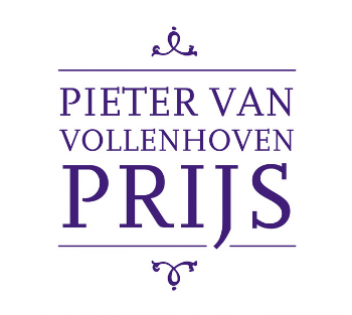

De Pieter van Vollenhovenprijs is een prijs ingesteld door het Nationaal Restauratiefonds en als dank aan Pieter van Vollenhoven geschonken toen hij na 27 jaar afscheid nam als voorzitter van het fonds in 2013.
De prijs is bedoeld als stimulering bij het geven van een nieuw leven aan een monumentaal pand. In 2025 is aan de prijs is een geldbedrag verbonden van € 10.000. Dat bedrag moet ten goede komen aan het pand of aan een communicatiemiddel over de herbestemming. 

## Winnaars
- 2014 Huis van Bewaring, Almelo
- 2015 Stationsgebouw Houthem en De Hallen
- 2016 Fort Resort Beemster, Zuidoostbeemster en Landgoed Klarenbeek
- 2017 De Ploeg, Bergeijk
- 2019 Negen herbestemde kerken, waaronder de Lutherse kerk Bizar-Bazar in Arnhem
- 2020/2021 NRE-terrein Eindhoven, Volmolen Amersfoort, Fort van Hoofddorp, Uncle Louis Store op Aruba
- 2022/2023 Bunker Cocondo in Hoek van Holland en Hoogheem Erfgoed & Logies in Nieuwolda